# Трипалладийгептасамарий
Трипалладийгептасамарий — бинарное неорганическое соединение
палладия и самария
с формулой Sm7Pd3,
кристаллы.

## Получение
- Сплавление стехиометрических количеств чистых веществ:

{\displaystyle {\mathsf {3Pd+7Sm\ {\xrightarrow {730^{o}C}}\ Sm_{7}Pd_{3}}}}

## Физические свойства
Трипалладийгептасамарий образует кристаллы
гексагональной сингонии,
пространственная группа P 63mc,
параметры ячейки a = 1,0014 нм, c = 0,6301 нм, Z = 2,
структура типа гептаторийтрижелеза Fe3Th7
.
Соединение образуется по перитектической при температуре 730 °C (734 °C).
Ранее соединению приписывали формулу Sm5Pd2.
При температуре ниже 167 К переходит в ферромагнитное состояние, а при температуре ниже 11 К — в антиферромагнитное
.